# Цай, Вадим Юрьевич
Вадим Юрьевич Цай (род. 18 февраля 1988, Москва) — российский футболист, игрок в мини-футбол и тренер. Выступал за сборную России по мини-футболу.

## Биография
Первым профессиональным клубом в карьере Цая стал футбольный «Спортакадемклуб». Он играл в московском клубе на протяжении трёх сезонов, после чего перешёл в мини-футбольный «Норильский никель».
Два сезона Вадим играл за вторую команду норильчан в высшей лиге. В 2009 году состав первой команды «Норильского никеля» существенно обновился, и Цай стал одним из её лидеров.
В сентябре 2011 года Цай дебютировал в составе сборной России по мини-футболу в товарищеском матче против сборной Португалии.
В 2016—2017 годах выступал за московский «Спартак», играющий в высшей лиге.
Выделяется на паркете акробатическими трюками, исполняемыми им как в различных игровых эпизодах, так и во время празднования голов.
С 2022 года является играющим тренером футзального клуба «Спартак» в чемпионате Москвы.
С 2022 года также играет в медиафутбол, выступал за ФК «10», «Дружину» и «Амкал».